# قاقون (قرية)
قاقون قرية فلسطينية مهجرة عام 1948 تقع شمال غرب مدينة طولكرم، على بعد 2 كم من مركز المدينة.

## حول القرية
يلفظ اسم قاقون بفتح القاف وبعدها ألف ثم قاف ثانية مضمومة ثم واو ساكنة ثم نون، وربما يكون معنى قاقون من قن والقن هو الجبل الصغير وربما تكون التسمية إفرنجية ترجع إلى الفترة الصليبية. قرية أثرية تتبع قضاء مدينة طولكرم وتبعد عن مدينة طولكرم حوالي 2 كيلومتر. وهي من القرى المحتلة من القوات الصهيونية سنة 1948 وكان يبلغ عدد سكانها آنذاك حوالي 5000 نسمة. تقع قاقون على تلّ مشرف على سهل قاقون إلى الشمال الغربي من طولكرم، داخل ما يسمى الآن بالخط الأخضر، وترتفع عن سطح البحر حوالي (125) متراً، يحد قاقون من الجنوب مدينة طولكرم، ومن الشرق بلدة دير الغصون، ومن الشمال قرية المنشية، ومن الغرب وادي قباني ووادي الحوارث. كانت مساحة القرية "144" دونما أما مساحة أراضيها "41767" دونما منها "925" للطرق والوديان والسكة الحديدية، استولى اليهود على "4642" دونما حتى عام (1945) م كان يمرّ من القرية خطّ السكة الحديدية الذي يربط بين طولكرم وحيفا.

### التعليم
كان في قاقون مدرسة ابتدائية تامة للبنين، يعلم بها ستة معلمين بينهم معلمان تدفع القرية رواتبهم، وقد أنشئت هذه المدرسة عام (1307هـ - 1891م) قام بإنشائها السلطان العثماني عبد الحميد الثاني بن عبد المجيد الأول رحمهم الله.

### مياه القرية
كان سكان القرية يعتمدون في شربهم على الآبار الارتوازية التي يتراوح عمقها ما بين (30-60)مترا والتي يقدر عددها بحوالي 30 بئرا ارتوازيا.

### آثار القرية
تحتوي قاقون على بقايا برج يعود للفترة الصليبية، وعقود، وقطع معمارية، وبئران، ومسجد عليه كتابة تعود للفترة المملوكية، وقد كان كنيسة صليبية حوله السلطان الظاهر بيبرس إلى مسجد بعد تحرير قاقون من الصليبين عام (1267م-665هـ).

## علماء القرية
نسب إليها ياقوت الحموي (ت 626هـ - 1229م) صاحب كتاب «معجم البلدان» (ج4 - ص296) الفقيه أبا القاسم عبد السلام بن أحمد بن أبي حرب القاقوني من علماء القرن الرابع الهجري، ونسب إليها الحافظ ابن حجر العسقلاني (ت852هـ - 1448م) في «الدرر الكامنه» (ج5 - ص31,30) محمد بن مفلح بن مفرج القاقوني الحنبلي شمس الدين ولد في سنة (710هـ - 1313م) وقد برع في الفقه وعرف بزهده وورعه له مصنفات عدة توفي في دمشق سنة (763هـ - 1365م).
الشيخ عبد الرحيم التفال الملك المتعال.
قاقون في أقوال الرحالة والمؤرخين:
كتب عنها أحمد بن علي المقريزي (ت845هـ - 1441م) في كتابه «السلوك لمعرفة دول الملوك»(ج1, ص557), وابن تغري بردي (ت874هـ - 1470م) في كتابه «النجوم الزاهرة في ملوك مصر والقاهرة»:(والفضل في إعادة عمرانها يعود إلى الملك الظاهر بيبرس الذي أمر في عام (665هـ - 1267م) بإعادة بناء قلعتها عوضا عن قيسارية وأرسوف ورمم كنيستها وحولها إلى جامع ووقف عليه وقفا، وأسكن فيه جماعة، فصارت بلدة عامرة بالأسواق كما بنى على طريقها حوضا للسبيل... ثم بنى فيها علم الدين سنجر الجاولي أثناء نيابته على غزة والساحل خانا (فندقا) يأوي إليه التجار والمسافرون. ووصفها أحمد بن علي القلقشندي (ت821هـ -1418م)في كتابه«صبح الأعشى»(ج4 – ص100) بقوله: قاقون مدينة لطيفة غير مسورة، بها جامع وحمّام وقلعة لطيفة وشربها من مياه الآبار.

## قاقون في التاريخ
برز اسم قاقون أبان الحروب الصليبية فقد ذكرت في مصادرهم باسم (قاقو) و (شاكو) و (كاكو) وأقام فيها فرسان المعبد قلعة حصينة، وكانت وقتها تابعة لقيسارية.
حرر صلاح الدين الأيوبي قاقون في حوالي عام (573هـ 1177م) بعد أن دمر قلعتها وبقيت مدمرة إلى أن أعاد الملك الظاهر بيبرس البند قداري بناءها، ورمم كنيستها، وحولها إلى جامع، ووقف عليه وقفا واسكن في القرية جماعات فصارت بلدة عامرة بالأسواق كما بنى على طريقها حوضا للسبيل وذلك في عام (665هـ1267م), ثم بنى فيها علم الدين سنجر الجاولي أثناء نيابته على غزة والساحل خانا يأوي إليه المسافرون. في عام (670هـ 1280م)أغار الإفرنج على قاقون الحديثة واضطروا وإليها بجكا العلائي للفرار، إلا أن الملك الظاهر بيبرس أرسل إليهم حماة بقيادة الأمير أقوش الشمسي وعسكره الذين شاركوا في القتال في معركة عين جالوت ضد التتار، فأخرجوهم من قاقون بعد أن كيدوهم خسائر كثيرة في الرجال والعتاد.
كانت قاقون في عهد المماليك مركزا للبريد ما بين القاهرة ودمشق حيث كان البريد يأتي من القاهرة إلى غزة، بيت حانون، بيت دراس، قطرة، اللد، رأس العين، الطيرة، قاقون، فحمة، جنين، حطين، صفد، جسر بنات يعقوب، الكسوة، دمشق وبالعكس، كما كانت محطة للحمام الزاجل على الطريق نفسه.
في عام (692هـ - 1302م) حدث زلزال كبير كان له تأثير سئ على قاقون وأدى إلى تدمير عدد كبير من بيوتها وأحدث خسائر بالأموال والأرواح.
في عام (891هـ - 1501م) قدم أحد أمراء المماليك من القاهرة ليتجهز برجاله لصد تقدم السلطان العثمان با يزيد بن عثمان ونصب مخيمه على تل العوجا وكان ينزل تارة بأرض قاقون وتارة أخرى بأرض اللجون «قرب جنين» وتارة بالرملة.
في عام (1214هـ - 1799م) تمكن نابليون بونابرت من احتلال يافا قادما من مصر وسار بالعسكر قاصدا عكا ولمّا وصل إلى أراضي قاقون كان أهالي جبل نابلس قد كمنوا له بوادي قاقون ولدى دخوله الوادي فاجأه الكمين واضطره إلى التقهقر إلى خارج الوادي لانتظار بقية الجيش، وانسحب الكمين النابلسي إلى وادي الشعير مستدرجا الجيش الفرنسي إلى الوادي، ولكن نابليون اثر عدم مواجهة أهل البلاد، وسلك طريقا آخر إلى الشمال نحو عكا. وكانت أول هزائمه حول جبل نابلس في وادي عزون ووادي قاقون والمرج فقد أحرق البلاد فرقة من جيشه داخل أحراج عزون وقتل قائدها، فاضطر نابليون إلى التقهقر راجعا نحو عكا خائر القوى بعد أن لمس استعداد أهل البلاد لمقاومته وأدرك أنه سيفقد في مناطق فلسطين الجبلية أضعاف ما فقده في سهول مصر وساحل فلسطين.
في عام (1260هـ - 1845م) مرّ إبراهيم باشا بن محمد علي والي مصر بقاقون، وهو في طريقه إلى زيتا وعتيل فأمر بتدمير قاقون لمشاركتها في الثورة ضده، ثم أعاد أهل القرية بناءها بعد ذلك.
وفي (20/9/1918م) سقطت قاقون بيد الإنجليز ضمن الهجوم الكبير على السهل الساحلي الذي قام به الجيش البريطاني.
وفي عام (1936م) شاركت قاقون في الثورة التي انطلقت من يافا وهاجم فيها أهالي قاقون مستعمرتي الخضيرة وملبس «بتاح تكفا» مما جعل الإنجليز يفرضون عليها غرامة مقدارها ستة آلاف جنيه، كان تعيث القوات البريطانية في القرية فسادا حيث كانت تسكب الزيت والطحين والمحاصيل سويا كانت هناك عصبة من الثوار في القرية عرف من بينهم، القائد نمر عبد الله الحافي ومن بين أعضاء هذا الفصيل كان إبراهيم النايفة، كامل المصلح، عبد الفتاح شحادة، راغب الناصر، علي الأعرج، عبد الرازق زيدان، عبد الرؤوف زيدان، عبد الفتاح محمد زيدان، كما أن الجيش البريطاني أعدم أحمد جابر خروبي من قانون لحيازته سلاحا ناريا، أعدم في عكا في تاريخ 16/7/1938 وحين أعيد من عكا لقاقون أبنه الناس وشيعته جماهير غفيرة تعاهدت على الاتحاد والجهاد.

### معركة قاقون وانعكاساتها 1948
وفي عام (1948م) كان أهالي قاقون مستعدين دوما للتصدي لأي عدوان رغم أنه لم يتوفر للمناضلين فيها سوى (55) بندقية ورشاشان، وقد نشبت بين سكانها واليهود خلال الأشهر الخمسة التي سبقت وصول الجيش العراقي إلى المنطقة عدة معارك كان النصر فيها دوما حليف العرب الذين لم يفقدوا في هذه المعارك إلا ثلاثة شهداء وبعض الجرحى وذلك في النصف الأول من عام (1948م).
ولمّا وصل الجيش العراقي بعد انسحابه من معركة غيشر «قرب بيسان» وحط رحاله في مدينة طولكرم أخذت مدفعيته تقصف المستعمرات القريبة منها. توقع اليهود أن يشن الجيش العراقي هجوما كبيرا على مستعمراتهم ويستمر في تقدمه حتى يصل إلى الساحل وقدّروا أن لديه قوة كافية لذلك فلجأوا في الفترة الأولى من وصوله إلى الدفاع وزيادة تحصين المستعمرات، ولكن حين بقيت القوات العراقية في موقعها مكتفية بإطلاق نيران مدفعيتها بين حين وآخر قرر اليهود أن يقوموا بزيادة عمق منطقتهم فاختاروا قرية قاقون هدفا رئيسيا وكلفوا أحد ألوية الجيش الإسرائيلي باحتلالها.بدأت القوات الإسرائيلية تحتشد في البيارات منذ يوم (4/6/1948م) وكنت الآليات العسكرية تتحرك تحت عين سكان القرية الذين أعلموا القوات العراقية بذلك.
في الساعة الخامسة والنصف مساءً من نفس اليوم بدأ الإسرائيليون يصبون نيران مدفعيتهم على القرية بشكل كثيف مما أدى إلى استشهاد عشرة من سكانها وجرح عشرة آخرين، ولم ترد القوات العراقية«رغم رجاء السكان» على هذا القصف بالمثل، إذ لم تكن الأوامر من القيادة العراقية تسمح لهم بذلك وعندها رحلت النساء والأطفال إلى البيارات الواقعة شرق القرية، واستعد الرجال للقتال، وتابع الإسرائيليون قصف القرية بالمدفعية حتى إذا حانت الساعة الثانية من صباح الخامس من حزيران بدؤوا بالتحرك نحوها مستفيدين من الساتر الترابي الذي تمر عليه السكة الحديدية للاقتراب دون التعرض لنيران المناضلين ولكنهم ما أن تجاوزوا هذا الساتر حتى تعرضوا لمقاومة عنيفة جداً عرقلت هجومهم.
عندما لاح ضوء الفجر كانت وحدات اللواء الإسرائيلي ما تزال في السهل تحت رحمة النيران العربية ومع ذلك فقد تمكن الإسرائيليون من الوصول إلى مداخل القرية في الساعة التاسعة صباحاً. وعندما يئس المناضلون طلبوا النجدة من القرى المجاورة. وقد تحركت النجدة بسرعة إلا أنها لم تستطع الوصول إلى القرية إذ كانت القوات العراقية قد أذاعت يوم 4 حزيران بلاغاً حظرت فيه تجاوز الخط الحديدي إلى الغرب. وقد انتظرت النجدة العربية، عبثا الاذن من القيادة العراقية لاجتياز الخط، فلم تتمكن من الوصول إلى القرية وعندما أوشكت القرية على السقوط تحركت بعض وحدات الجيش العراقي، لكنها لم تستطع صدّ الهجوم الإسرائيلي وهكذا سقطت قرية قاقون بأيدي اليهود بعد أن استشهد 40 رجلاً من أهلها وسبعة عشر جنديا من المفرزة العراقية. وحاولت القوات العراقية بعد ذلك استرداد القرية ولكنها فشلت واكتفت بقصفها بالمدفعية.

## القرية اليوم
لم يبقَ من معالم القرية إلا القلعة التي تتوسط مجموعة من الأحجار هي أنقاض وبقايا المنازل ومبنى المدرسة الذي لا يزال يستعمل حتى الآن من قبل الإسرائيليين كمدرسة وبئر تعود إلى آل أبو هنطش، وهناك جنوبي التل شجرة توت كبيرة واجمة صبار، وإلى جانب القرية يستنبت القطن والفستق وتزرع الخضروات وبعض الأراضي غطيت بالبساتين وإلى الشمال الشرقي من القرية يوجد مصنع إسرائيلي للأعلاف.

## المستعمرات الإسرائيلية التي أقيمت على أراضي القرية
1. أنشيء (كيبوتس همعبيل) سنة (1945م) على بعد 3 كم إلى الشمال الغربي من موقع القرية.
2. أقيمت مستعمرة (أومتس) سنة (1949م) على بعد ا كم إلى الشمال من موقع القرية.
3. أقيمت مستعمرة (جان يوشيا) سنة (19449م) على بعد 1كم إلى الجنوب من موقع القرية.
4. أقيمت مستعمرة (عولش) سنة (1949م) على بعد 4كم إلى الجنوب الغربي من موقع القرية.
5. أقيمت مستعمرة (روفين) سنة (1949م).
6. أقيمت مستعمرة (حنيئل) سنة (1950).
7. أقيمت مستعمرة (بورغيتا) سنة (1950م) على بعد 5 كم إلى الجنوب الغربي من موقع القرية.
8. أقيمت مستعمرة (ييكون) سنة (1951م).

هذه قصة إحدى القرى التي دمرها الإسرائيليون ليطمسوا تاريخ البلاد، وليقيموا على أنقاضها مستعمراتهم وهي إحدى عشرات بل مئات القرى التي دمرت لتقام مكانها مستوطناتهم وتجمعاتهم، فهل آن الأوان أن نعي ما حدث ونتذكر قرانا المدمرة حتى لا تتكرر المأساة؟!

## شهداء القرية
قائمة بأسماء الشهداء الذي قضو أثناء دفاعهم عن القرية:
1. يوسف إسماعيل بدر
2. عمر عبد الفتاح بدر (الملقب بالسفاح)
3. عبد الرحيم توفيق الشربجي.
4. خالد عبد الرحمن زيدان.
5. مصطفى الشربجي.
6. عبد الكريم زيدان.
7. أحمد قوكاز.
8. جميل صادق شربجي.
9. محمد الحسين.
10. إبراهيم نمر طلوزة.
11. علي الحامد.
12. أحمد عودة.
13. توفيق نصر الله.
14. موسى حافظ أبو هنطش.
15. محمد رشيد الشربجي.
16. محمد مهاوش.
17. الشيخ مصطفى الشوملي.
18. عبد الفتاح قوكاز.
19. يوسف الشوملي.
20. محمود محمد عساف.
21. سليمان صالح شلبي.
22. أحمد محمود شحادة درويش.
23. عبد الفتاح محمد عساف.
24. أحمد الشيخ غانم.
25. محمد أحمد الحسن.
26. الشيخ محمد مصلح.
27. محمد سعيد أحمدشحادة درويش
28. أحمد عبد الفتاح مكحل.
29. عبد الكريم زيدان وزوجته سعاد.
30. فاطمة القوزح: وابنها وابنتها (لم تعرف اسماؤهم).
31. خضرة أحمد أبو اصبع.
32. فاطمة أحمد أبو اصبع.
33. مريم الفرعوني.
34. مونس ذيب حامد (مختار المنطقة وبطلها العظيم الذي كان يهابه الكلاب الصهاينة)
35. عبد ذيب حامد
36. خالد حامد
37. سلمى حامد
38. خليل علي محمود الشربجي

## معرض صور

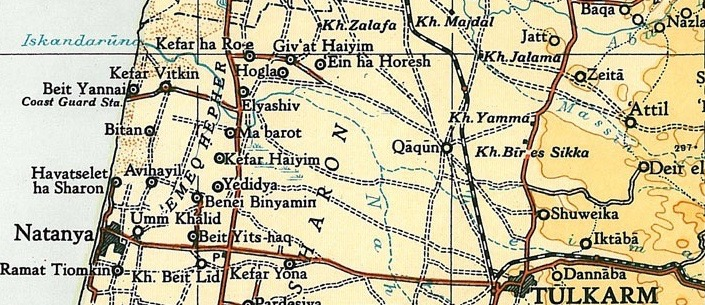
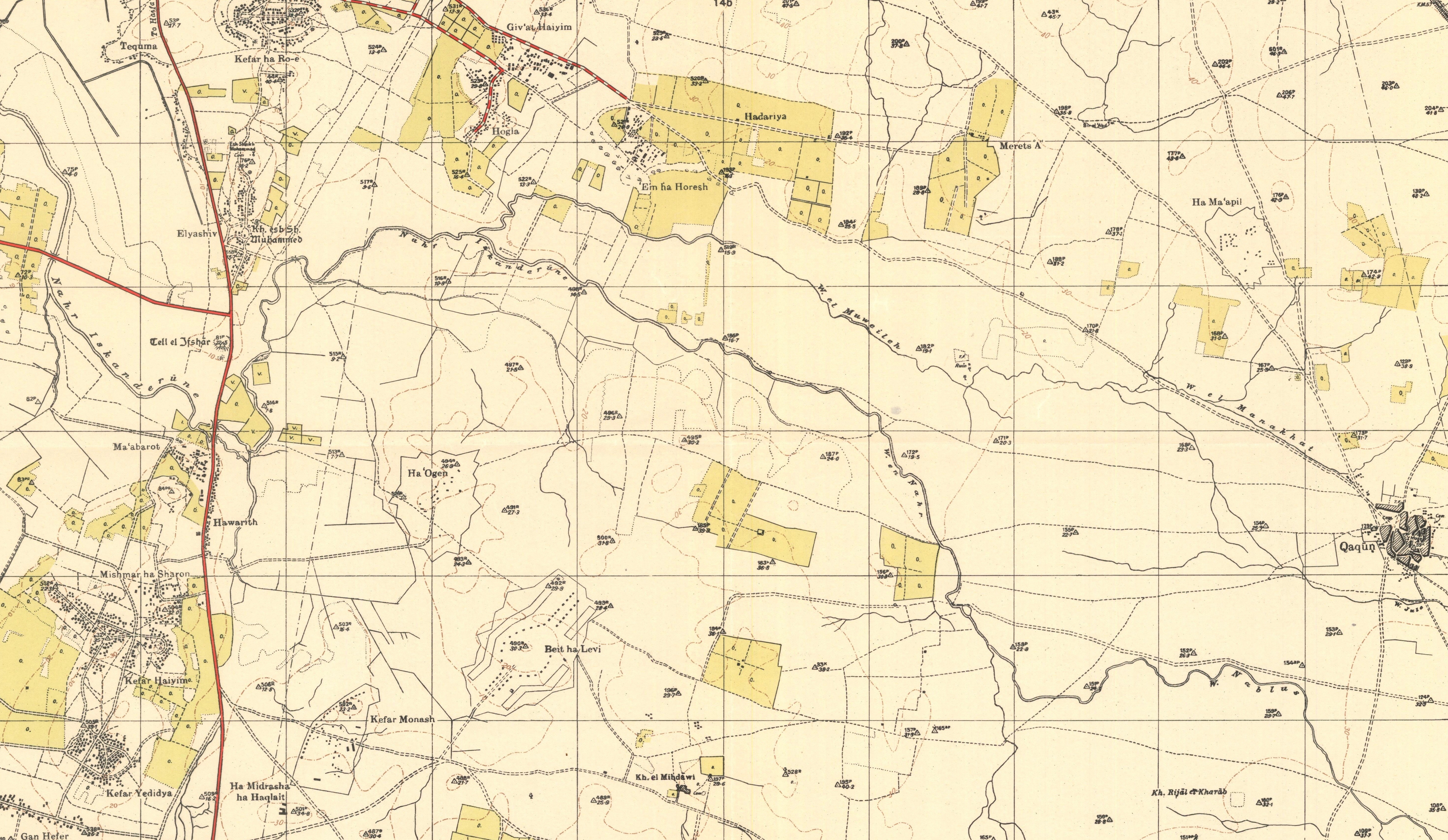
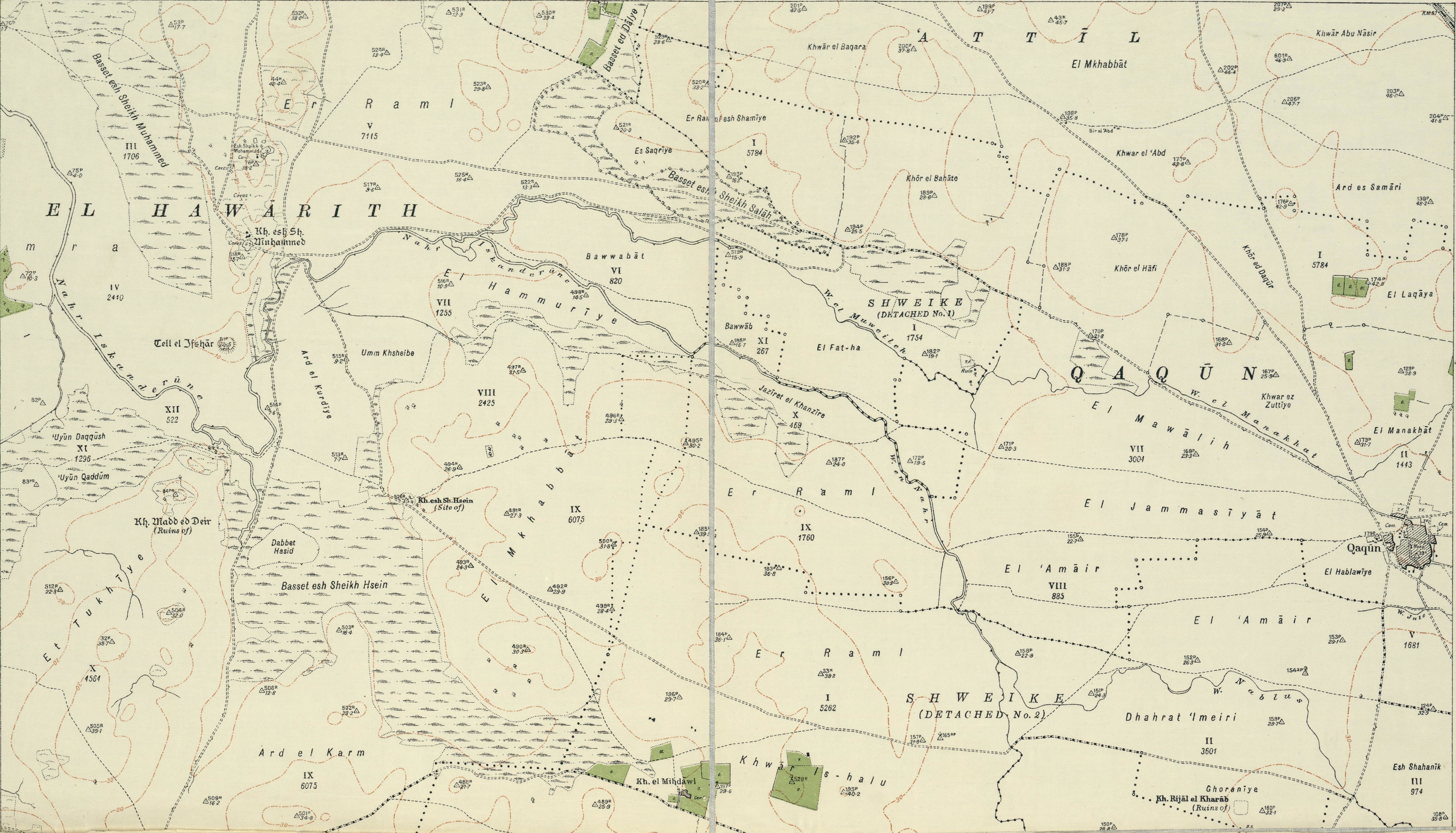

## مواقع خارجية
المركز الفلسطيني للإعلام
موقع فلسطين في الذاكرة - قرية قاقون
موقع جمعية قاقون الخيرية نسخة محفوظة 27 يوليو 2011 على موقع واي باك مشين.